# Jacques Despierre
Jacques Despierre, egentligen Jacques Ceria, född 7 mars 1912 i Saint-Étienne i Frankrike, död 5 december 1999 i Paris, var en fransk målare.
Jacques Despierre var son till målaren Edmond Ceria och Marguerite Lévy. Han var bror till Pierre Ceria, efter vilken han tog pseudonymen Despierre. Han började utbilda sig i målning sig 1929 på Académie Colarossi och sedan på Académie Scandinave i Paris. Samma år gjorde han sin första muralmålning på kasinot i Evian. Han utbildade sig därefter på École  des Beaux-Arts i Paris för Lucien Simon. Där blev han vän med Jacques Villon, Marcel Gromaire och Charles Dufresne. 
Han hade sin första separatutställning 1938 på Galerie Jeanne Castel i Paris. År 1947 skapade han fresker till farmaceuptiska fakulteten i Paris och 1961 väggtavlor för passagerarbåten France.
Jacques Despierre undervisade på l’Académie Montparnasse 1948 och blev sedan lärare på École des métiers d’art och från 1950 på École nationale supérieure des arts décoratifs. Där blev han chef för avdelningen för mural konst 1962 och undervisade i teckning, freskmålning och mosaik. Han tog också initiativ till upprättande av en verkstad för restaurering.
År 1940 gifte han sig med Hélène Parigoris från Grekland och uppförde en kombinerad bostad och ateljé på rue Bénard i Paris.

## Illustrationer
- François Mauriac: Œuvres romanesques, illustrerad av Jacques Despierre, Flammarion, Paris 1965